# رياضي

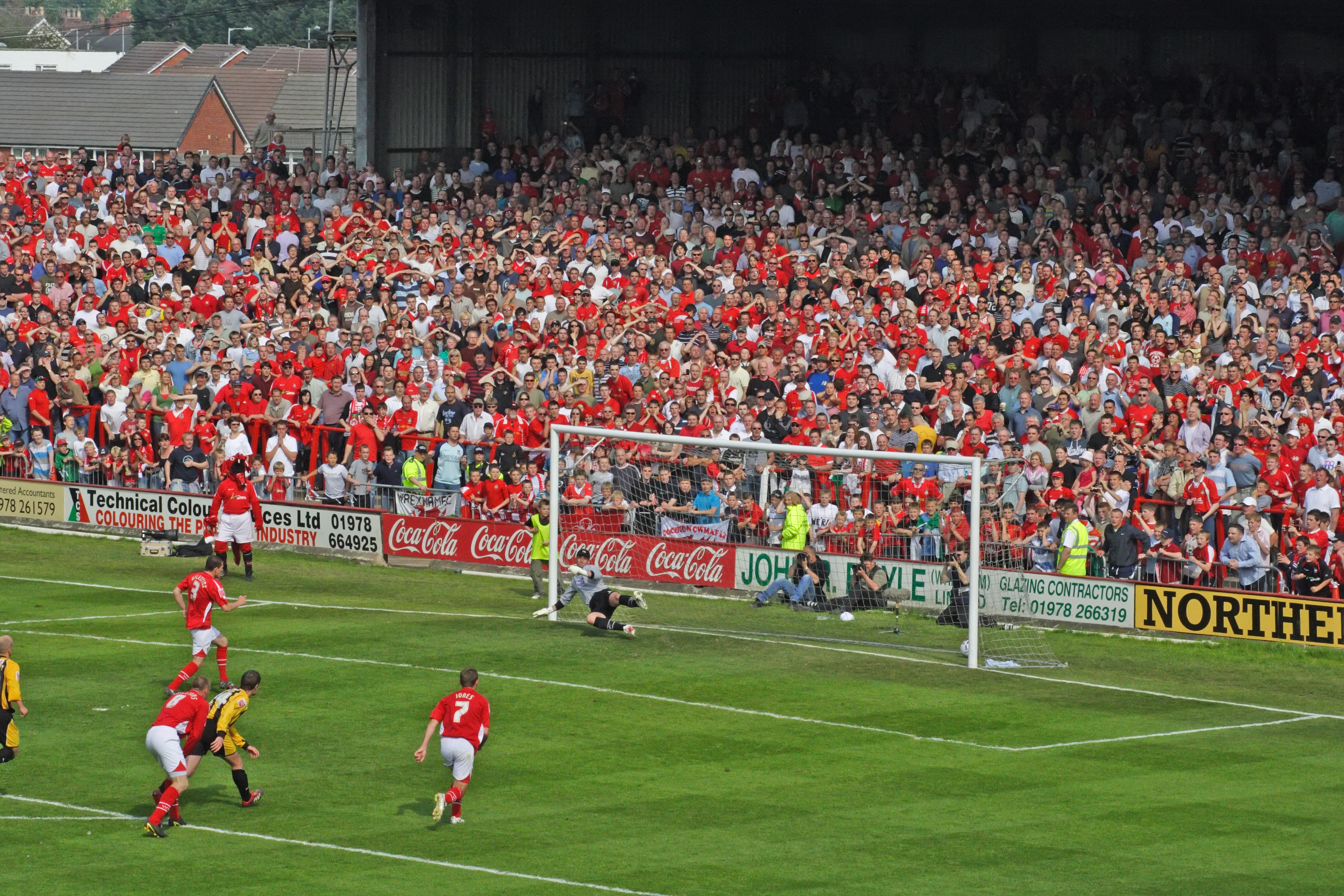
ریاضي

الرياضي هو الشخص الذي لديه القدرة البدنية وقوة التحمل وخفة الحركة فوق المتوسط، وبالتالي هو مناسب للأنشطة البدنية وللمنافسة.
في سياقات أكثر تحديدا، هو رياضي يمارسة ألعاب القوى، أو المشارك في الألعاب الأولمبية وغيرها من الأحداث الرياضية والفنية مثل الألعاب الاحترافية. هناك عدة معايير لاختيار أفضل عداء، أحد الاركان الثلاثة للرياضي هو التحمل، القوة والسرعة وخفة الحركة.